# إنها حياة رائعة
إنها حياة رائعة (بالإنجليزية: It's a Wonderful Life)‏ هو فيلم دراما أمريكي من أفلام عيد الميلاد صدر في 1946، من إنتاج وإخراج فرانك كابرا. الفيلم مقتبس من قصة «الهدية الأعظم» من تأليف فيليب فان دورين ستيرن من عام 1939.
يعتبر هذا الفيلم أحد أشهر الأفلام المحبوبة في السينما الأمريكية، وأصبح من أكثر الأفلام مشاهدة في فصل عيد الميلاد في نهاية كل عام.
يحكي الفيلم قصة جورج بايلي (جيمس ستيوارت) الذي تخلى عن جميع أحلامه ليكون في خدمة الآخرين، الأمر الذي وصل به إلى حد الانتحار في ليلة عيد الميلاد، والذي أنقذه كان ملاكه المنقذ كليرانس أودبودي (هنري ترافيرس) الذي قام بعرض حياة جميع من ساعدهم وكيف أن حياتهم كانت ستكون لو أنه لم يكن موجودا.
إنها حياة رائعة يعتبر واحد من أكثر الأفلام تقييماً وإشادة في تاريخ السينما. كان قد رشح لخمس جوائز أوسكار. في عام 1990 تم اختياره من أجل حفظه ضمن سجل الأفلام الوطنية من قبل مكتبة الكونغرس الأمريكية، لكونه أثر «حضاري وتاريخي أو جمالي»،، بينما في عام 1998 أدرجه معهد الأفلام الأمريكية في المركز 11 ضمن لائحة أفضل 100 فيلم أمريكي على الإطلاق.

## القصة
جورج بايلى هو شاب أمين تواق للمغامرات والسفر والذي بسبب سلسلة من الأحداث يخصص وقته لخدمه الآخرين. ولد في بيد فورد فالس، منطقة صغيرة في الضاحية، كان مجبراً على أن يتنازل عن كل آماله في الحياة، يجب أن يقلل من رغبات زوجته الموثرة ويدير مع عمه بيلى شركة صغيره للادخار (بيلى للإنشاء والرهون العقاريه) والتي أسسها والده بيتر.وفي اليوم السابق لعيد الميلاد، كان عمه بيلى مكلف بسداد 8000 دولار في البنك لأنه حان ميعاد استحقاق الدفع، وحتى تغاضى عن فقدان المال بمجرد رؤيته وهو يسلمه للموظف المختص.
هذا المبلغ ذو أهمية حيوية حتى تتجنب الشركة السقوط في مخالب العجوز هنرى بوتر، الرأسمالي، والذي بتحرره وانطلاقه في أعماله، أصبحت المنطقة في قبضته لأعوام.
بعد أن علمنا هذا جيدا، فإن بوتر، هو أيضا المالك للبنك، قابل بالصدفة ببلى الذي كان بصدد تسديد 8,000 دولار، استحوذ على المال مستغلا إهمال الرجل، الذي ترك المال لا إراديا داخل الجريدة، التي أحضرها بوتر معه. في نوبة من اليأس بسبب فقدان المال وبسبب تراكم هذه الإحباطات عليه، عامل جورج أعضاء أسرته بقسوة، ثم بعد ذلك قرر أن يتخلص من حياته بإلقاء نفسه في اليم. ولكن بينما كان على وشك إلقاء نفسه في اليم، انتابته لحظه غفلة بمجيء كلارينس اودبودى لنجدته، ملاك مرسل من الله، والذي ألقي بنفسه في اليم دافعا جورج لإلقاء نفسه هو الآخر، ولكن لينقذه.

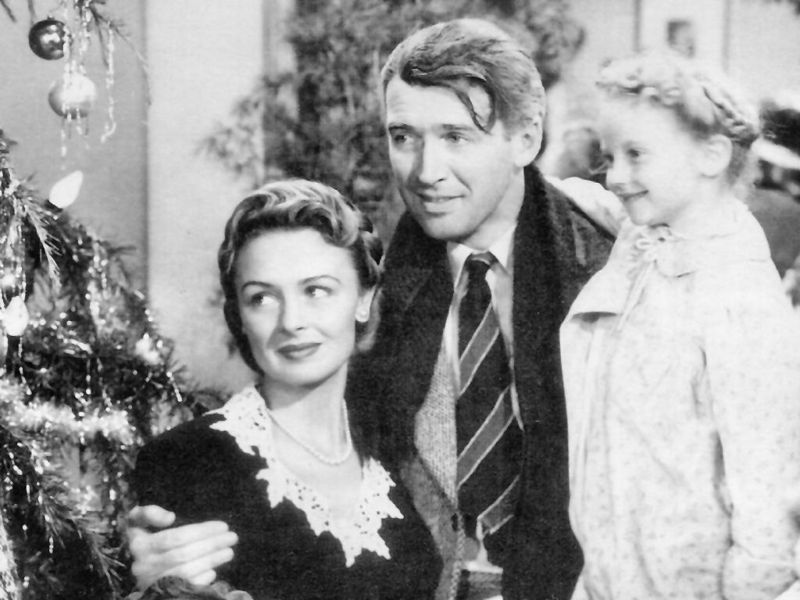
جورج بايلي (جيمس ستيوارت) وماري بايلي (دونا ريد) وابنتهما الأصغر زوزو (كارولاين جريمز).

كلارينس هو ملاك مصنف (من الطبقة الثانية) لأنه لا يملك أجنحه ولكي يستحقها ينبغي عليه أن يقوم بعمل جديد وطيب. بنقله إلى واقع حقيقي وبديل، وأظهر لجورج كيف كان سيكون العالم لو لم يولد، بدونه، أخيه هاري، بطل الحرب ومنقذ العديد من حياه الأشخاص، كان سيموت غرقانا وهو صغير، والعجوز الذي منحه العمل، سنيور جومر كان سيقضى حياته في السجن بسبب حالة تسمم عرضية لطفل، عمه بيلى كان من الممكن أن يدخل مستشفى المجانين، الزوجة الحبيبة ماريه كانت ستظل عانساً، لم يولد أطفاله الأربعة، منطقه بيد فورد بدون مجهودات الرجل كانت ستقع في مخالب بوتر القوى، والذي والذي كان سيحولها إلى جحر للرذائل ويطلق عليها اسم جديد«بوتر سفيللا». كانت ستصبع حياة العديد من السكان والأصدقاء في حالة مزرية بائسة. مستوعبا في النهاية ما قيمة ومعنى وجوده في الحياة، وينال جورج فرصةً للعودة ليعيش من جديد، ويجري نحو المنزل، تواقاً لاحتضان أعزائه، وسيكتشف تضامن أصدقائه والمواطنين في بيد فورد، ناجحا في إيجاد مخرج لتجنب الإفلاس، مستلما أجمل هدية لعيد الميلاد يمكن أن نأملها.

## الإنتاج

### المشهد والاخراج
أحداث الفيلم مقتبسة من قصة لفيليب فان دورين ستيرن وقد كتبت لأول مره في عام 1939 ونشرت في البداية في شكل خاص. نقل فان دورين ستيرن الملكية في عام 1945 ولكن قبل ذلك بعامين أهداه لأصدقائه وأقاربه في عيد الميلاد. في تلك المناسبة وصلت القصة إلى مسامع كارى جرانت والذي اقترح أن تكون في صورة فيلم من إنتاج ركو بيكتشيرز (دار مشهوره للإنتاج والتوزيع) وكانت الدراسة مرتبطة به مهنيا. امتلكت الركو حقوق النشر بمبلغ 10000 دولار متضمنة أيضا جارى كوبر الذي يشارك في البطولة مع جرانت.
على أية حال، في سبتمبر من نفس العام، بعد أن أُنتج ثلاثه سناريوهات ليسوا مقنعين
مرت أيضا تحت يدى كلا منمارك كونيللى، دالتون ترامبو وكليفورد اوديتس. لذلك قرت الركو أن تفسح المجال لأفلام الحرية (ليبرتى فيلمز) ودخل جرانت ضمن فريق عمل آخر على خلفية عيد الميلاد وهو زوجة الاسقف. أفلام الحرية دار جديد للإنتاج أسسها فرانك كابرا، بعد عودته إلى الولايات المتحدة بعد أن أنهى خدمته العسكرية في الحرب العالمية الثانية، في العاشر من أبريل بالاشتراك مع صاموئيل ج. براسكن. وكان من المقرر انضمام أيضا ويليم ويلر وجورج ستيفن في الشهور المقبلة.
كابرا. الذي كان يمثل الاساس الغنى لقوه الدفع. حصل على الحقوق بنفس الرقم الذي سددته الركو.وتمكنت أيضا من السناريو التي أُنتج مسبقا دون أن تطلب مبالغ اضافيه.بعد أن اختار كابرا عنان انها حياه رائعه، شرع في اصقال القصة الأولى، مضيفا إليها بعض العناصر التي لم تكن موجوده من قبل. شخيه مشابهه ايبيرز سكروج – مستر بوتر ابتكار مقاطعة خياليه هي بيد فورد.
فيما بعد تحمل كل من البيرت هاكيت وفرانشيزا جودرش مسؤولية إنهاء كتابة المشاهد، ونسختها الثانية بمشاركه جو سويرلنج وأصبحت جاهزه في منتصف إبريل لعام 1946.
يعتبر فيلم إنها حياة رائعة أول فيلم من إنتاج أفلام الحرية، الموجهة إلى إغلاق المصاريع عام1951، بعد إنتاج فيلم واحد آخر، طبقا لمستندات بنك أمريكا فان دار كابرا طلبت قرض بقيمه 1.540,000دولار لإنتاج الفيلم.
في حوار صحفى أجراه فرانك كابرا، ان الفيلم يعتبر من أفضل الأفلام التي أنتجها كابرا وأكد أن الأحداث تدور حول أهمية الفرد والمفهوم الذي بموجبه لايوجد إنسان فاشل وطبقا لعده نقاد فان كابرا نجح في فيلم إنها حياة رائعة لأول مرة في إظهار قدرات جيمس ستوارت، موضحا أيضا اندماجه في لحظات من الكآبة واليأس العميق والذي واجه الشخصية.
الأسلوب الإخراجى لكابرا تضمن تقدير المفاجآت والذي يحاول دائما أن يحفزها.
في المشهد الذي يوجد فيه جورج بايلى يوزع النقود على الزبائن في شهر العسل، طلب المخرج ببساطه من ايلين كوربى التي تقوم بدور السيدة دافيس أن تذهب لمواجهة ومفاجأة ستيوارت، وأيضا كان رد فعل الأخير، الذي قبلها على خدها والتي لم تكن مدرجه في النص السينمائي.
بعد هذا النجاح الأخير للفيلم، حصل المخرج الأصلى لصقليه على فرصة ليوضح الأمر في جريدة وال ستريت في عام 1984.
«الفيلم له حياة خاصة والآن أستطيع أن أراه دون أن أفعل شيء. أنا أشبه والد لابن يكبر ليصبح رئيس. أنا فخور..... ولكن الابن هو الذي فعل ذلك. أنا لم يخطر في بالى لوهلة عيد الميلاد ولكن ببساطة الفكرة أعجبتني».

### فريق العمل
جيمس ستيوارت
جيمس ستيوارت يلعب دور جورج بايلى بطل الفيلم. كان فرانك كابرا قد فكر في ستيوارت للقيام بهذا الدور منذ البداية، وبهذا يعتبر ستيوارت أول واحد ضمن فريق العمل ووقع العقد في الخامس من نوفمبر لعام 1945.
بالنسبة لسيتوارت فهذا هو أول عمل يقوم به بعد تاديه الخدمة العسكرية في الحرب العالمية الثانية.أثناء التصوير السينمائي طلب من المخرج أن يؤجل المشهد العاطفى الذي يقوم فيه باتصال مع دونناريد إحدى أشهر اممثلات في الفيلم.
دوننا ريد
دوننا ريد تلعب دورمارى هاتش. على عكس ما جرى مع جورج، فان دونا ريد لم تكن المرشحة الأولى للقيام بهذا الدور، وقد وقعت العقد في في 15 مارس 1946، الذي بموجبه تستمر مدتها لمده 9 سنوات. كان كابرا قد فكر في جين آرثر، التي قد عمل معها من قبل، وقد مثلت مع ستيوارت، ولكنها لم تكن مهياه للإنتاج المسرحى. وفيما بعد تم ترشيح اوليفيا دى هافيلاند، مارثا سكوت وان دفوراك.ومثل جمس ستيوارت، فان دونا ريد كانت من اصول ريفيه واناء التصوير نجحت عزيمتها في التعبير عن جذوره الريفيه. وكسبت الرهان على ليونيل بارى مورا، والذي كان يتحداها أن تحلب بقره من اجل المشهد، وكانت مجبره على أن تكسر نافذه بالحجارة، وكانوا قد تولوا أمر مسدد لمساعدتها، ولكنها ادهشت الجميع عندم نجحت في التصويب بدون مساعده ومن الضربة الأولى، لانها كانت تلعب كره السلة وهي صغيره مع اخواتها.
هنرى ترافيرس
ويلعب دور الملاك من الدرجة الثانية كلاريت اودبدى وقبل أن يلعب هذا الدور كان مرشحا من قبل العم بيلى، بيتر بيلى، والد جورج، والسيد جور.
ليونيل بارى مور

هو هنرى ف- بوتر. كان كابرا قد رشح العديد من الممثلين لعب هذا الدور منهم ادجار بوشنان، كلاودا رينز، لويز كالهيرن وجورج بأن كروفت
عندما تم اختيار بارى مورا، لم يكن كابرا مقتنعا به تماما وكان كلف المختصين بالزينة أن يجعلوه شبيه إلى حد ما الرجل الظاهر في الرسم المشهور (جرانت وود اميريكين جوثيك).
ثوماس ميتشال
يلعب دور بيللى بايلى وكان هناك العديد من الممثلين المرشحين لعب هذا الدورمنهم بارى فيتزجيرالد، والتر بيرنان.. .... واخرين.
ه-ب-ورنر
هو السيد جور. كان الممثل الانجليزى متحمسا للعب هذا الدور وفي تصريح له لصحافه أكد على (ممثل فاسد، متشرد قذر، لم نره من قبل، سكران تام بفضل بعض الخالات التي استخدمها كابرا.)
صاموئيل س-هندس
هو بيتر بايلى، والد جورج. من اجل القيام بهذا الدور كان هندس هو الأفضل بين الآخرين أيضا لهنرى ترافيرس، توم توللى، روسيل هيكسو مورونى اولسن.
جلوريا جراهم
هي فيوليت بيك وقد عرف كابرا الممثلة صدفة في اختبارات المشاهد في mgm.
يوجد أيضا ضمن فريق العمل بيوله بوندى، تلعب دور والدة جورج بايلى، فرانك فايلن، في دور اني سائق السيارة، وارد بوند في دور ضابط الشرطة بيرت جاميسون، تود كارنس في دور هارى بايلى، فرانك البرتسون في دور سام وان ورايت، ويليم ادموندس وارجينتينا برونيتتى في دور زوجى مارتينى.

### ميزانية التصوير
كانت الميزانية المبدئية تقدر بحوالي 1,700,000 دولار، وفيما بعد وصلت إلى ثلاثة ملايين لإنتاج الفيلم، وقد استمر التصوير من15 أبريل إلى 27يوليه1946
معظم مشاهد الفيلم تم تصويرها في ركو رانش، ولوس انجلوس نفس المناطق التي استخدمت في عام 1931 في فيلم رواد الغرب في منطقه بيد فورد، وهو عمل هندسي.هذه المجموعة من الفنانين نجحت في شهرين ولذلك تعد من أكبر المجموعات والتي لم تظهر من قبل في ذاك الوقت.وقد احتلوا أكثر من 16كيلو متر مربع من السطح، متضمنا 75 مبنى، شارع مشجر، وعشرين شجره بلوط، مقاطعه صناعية، مناطق سكنيه، طريق طويل يمتد حتى 300متر. حمام، قطط، كلاب يتحركوا بحريه لاظهار لمسه من المرح. تم التصوير في مناطق أخرى في أستوديو ركو في مدينه كالفر ومدارس بيفرلى هلس العليا، والتي تمتلك حمام سباحه مغطى الذي نراه في الفيلم، وتمثل إنشاءات حديثه. هذا الأخير ينسجم مع الاستخدام المحلى لخلق سكن للسيد مارتينى، من الممكن أن تكون الأجزاء الوحيدة للمجموعة السينمائية الأصلية والتي استمر وجوده لأكثر من 100عام بعد هذا الحدث.
كان فريق التصوير يتعر لموجات من حر الصيف، على الرغم من وجودهم في فترة عيد الميلاد، مع ارتفاع في درجات الحرارة الذي وصل إلى 30درجه مئوية، فيسمح المخرج لفريق العمل أن يأخذوا يوم راحة لم يكن يندرج ضمن برنامج العمل حتى يستريحوا من الإنهاك الذي تعرضوا له.

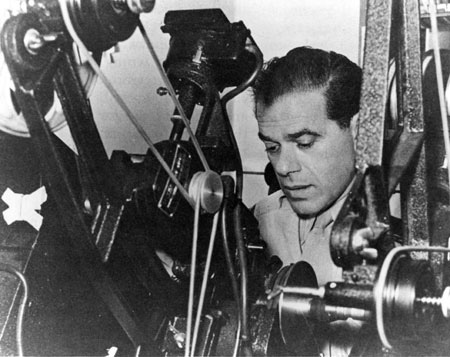
فرانك كابرا مساعد المؤلف و مخرج ومنتج لعام (1943)

### التصوير
كان المسئول عن تصوير الفيلم هو جوزيف والكر الذي اتجه إلى استخدام عدسات كرويه.
في الواقع كان من المقرر أن يكون فيكتور ميلز المسئول عن التصوير ولكن بعد مرحله تمهيديه في التصوير السينمائي في 8 أبريل عام 1946، كان كابرا غير راض عن عمله.قرر المخرج أن يستبدله بشخص يدعى جوزيف والكر، على الغم من انه كان مقيدا بعقد مع كولومبيا لتصوير ولكنها سمحت له إن يعمل ع كابرا لوقت مؤقت، ولكنها استدعته قبل انتهاء التصوير، في الجزء الأخير، لذلك حل محله مساعد جوزيف ف- بيرو. إحدى الأسباب التي أدت إلى تميز نهاية الفيلم هو لجوء المصور إلى نوعيه من تصوير الأفلام يطلق عليها (noir) ليوضح الخير من الشر، بغض انظر عن الجانب التفائلى الساطع والمنعش.
وهذا النوع يظهر في إحدى المراحل النهائية للفيلم عندما اكتشف البطل نتائج افتراضيه. هذه السلسلة من المشاهد جاءت مصطحبه بعناصر نموذجيه لنوعيه الأفلام (noir) من بينها الفلاش باك (ارتجاع فني بالذكريات) نوع من النغمية والصبغيه، مراحل أوليه بتناقض عالي، التطاير الفوتوغرافي والسينمائي الشاذ والتأثيرات الصوتية البارزة.

### المؤثرات الخاصة
أوردت بعض المقالات في الجريدة انه بعد أسبوعين من بداية التصوير حاولوا إنتاج عاصفة ثلجية أكبر مايكون ولم تنتج من قبل واستخدموا لذلك 300طن من الصخر الجيري 500طن من ملاط ابيض واستخدم روسيل شيارمان المسئول عن إنتاج المؤثرات الخاصة نوع جديد من الجليد الكيميائي والذي يسمح للمثلين أن يتحدثوا أثناء التصوير.
في السابق كانوا ينتجون الجليد باستخدام ذره مسحوق، ممالا يسمح للمثلين أن يتحدثوا أثناء التصوير، ومتطلبا مرحه تاليه من الترجمة الصوتية للأفلام السينمائية. باستخدام التكنولوجيا الحديثة خلط شيارمان المواد مستخدما في التركيب التراب من اجل أجهزة إطفاء صغيره، مع ماء وسكر منتجا حل لهذه المشكلة حيث يتم ضخ هذه المركبات باستخدام الماكينات المستخدمة لإنتاج الرياح، من اجل تغطيه فريق العمل بأكمله تم استخدام أكثر من22,00 لتر. كانت النتيجة أن كان شكل الثلج أكثر واقعيه من الذي ظهر في الأفلام الماضية مما أدى إلى حصول معمل ركو على جائزة تكنيكيه من اكاديميه موشين للتصوير.

### حذف مشاهد
عند انتهاء التصوير ظهرت مشاكل في بعض المشاهد مما أدى إلى حذفها والتي تعود إلى أشخاص ومناطق موجودة في الواقع. في البداية اظهر المكتب المسئول عن الرقابة الأخلاقية للأفلام استياءه الشديد حول القبلة الأولى بين جورج ومارى. نفس المكتب طبق بصرامة كود الإنتاج في عصر العادات والأعراف، طلب حذف بعض المشاهد من بينه (تشويه السمعة، الأبلة، العجز، الخسيس والحقير) ومشابه.
من بين المشاهد التي تم تعديلها على عكس ما كان متوقعا في عمليه كتابه السيناريو وبرغبة من كابرا نفسه أثناء التصوير" المشهد الذي كان فيه جورج ينقذ هاري بعد أن سقطت في الثلج ويتضمن حضور بوتر الذي حرر الكلاب من اجل المعركة بعد أن انتهى به الحال بطريقه مأسوية وكان جورج يبتهل إلى ربنا، صلاه في الدقيقة الأولى مدركا انه كان يجب أن تكون بطريقه أكثر رسميه، بعد أن ذهب جورج لإيجاد والده في المكتب بالإضافة إلى أنه كان يجب أن يتشاور مع عمه بيللى مقررا في النهاية أن يواجه المشكلة لوحده.

## الدعائم الصوتية
كان المسئول عن توليف الموسيقى هو ديميترى تيوميكن الذي رأى أن يحدد عمله مع كابرا وعدل بنفسه الدجات إلى نغمات ووصل بالمقاطع الصوتية إلى رغبته. هذه الاحتجاجات من جانب كابرا ادت إلى صراع ضد الرابطة المهنية. أيضا كان اختيار المقطع الموسيقى الذي يصطحب المشاهد الأخيرة لا اليو ل الفريد نيومان، وعالم المرح ل بيت هوفين على ععكس مايفضله كابرا

## التأثير الثقافي
لقد جاءت القبلة مابين جورج وماري من بين أفضل 50 قُبلة في فن التصوير السينمائي من إجمالي عدد الأفلام.
فعلي الرغم من الخروج في القاعات لم يُحصل نجاح كبير لدى الجمهور، أصبح أنها حياة رائعه بمرور الوقت واحد من أكثر الأفلام شهرة وحباٌ في السينما الأمريكية، ووفقاٌ للناقد رودجر أبرت فان رؤيتة أصبحت طقساٌ سنوياٌ لعائلات عديدة.
ووفقاٌ لموسوعة بريطانية أصبح معنى لعيد الميلاد بفضل البث التليفزيونى المتعدد في وقت عيد الميلاد.
وفي العام التالي للخروج في القاعات بدأ فرانك كابرا في استقبال الالف من الخطابات من المشجعين المتطوعين ليحكوا له عن التأثير العاطفي الذي تركه الفيلم لديهم.
يُحكى بأن حوالى 1,500 خطاب ارسلوا له فقط من قبل المحتجزين في سجن سان كونتينو. في عام 1587 في فلوريدا أمر قاض مُتهم برؤية الفيلم كجزء من عقوبته لقتل الزوجة المريضة وبعد ذلك حاول الانتحار فهذا فهذا القاضي كانت لدية فكرة وهي انه أراد أن يوضح للمتهم قيمة الحياة.وفي نفس العام كشفت مستشار الأمن القومى روبرت تشي.ماسفارلان لجريدة نيويورك تايمز بأن رؤية الفيلم تعطيه القوة للتقدم بعد ماحاول الانتحار في فبراير 1987.في سبتمبر لعام 2002 أرفق اثنين من قنوات البث التليفزيونى لMBCقصة خاصة للرئيس السابق للولايات المتحدة جورج اتش دى بليو بوش نُقلت في قناة سمعيه مخصصه للمشاهدين ضعاف البصر والأعمياء.في سبتمبر 2012 منذ ستون عاماً من الخروج للسينما بالولايات المتحدة ثبت للمرة الرابعة والأربعون في أول سهرة سهرة عيد الميلاد التي سجلت أفضل ما سُمع مماأدى إلى إنتاج البرنامج الأفضل رؤيه خلال السهرة.
ووفقاً لاستطلاع رأى بعام 2011 لمحطة إرسال بريطانيه راديو تايمز بأنه الفيلم المفضل لدى الجماهير مشاهدة خلال احتفال عيد الميلاد بالولايات المتحدة.وشارك في الفيلم القومى بالتسجيل للمكتبه في الكونجرس للولايات المتحدة، وقدم من أفضل مئه فيلم في الولايات المتحدة المستمد من معهد الفيلم الامريكى، ومقدم من ضمن قائمة أفضل 250 المُصوت عليها من قبل قاعدة بيانات الأفلام علي الإنترنت وغالبا مايذكر في قوائم الأفلام الأكثر شهرة في المجلات.
وفقاً لأسطورة حضرية زار فرانك كابرا في مجتمع سينيكا، بمقاطعه سينيكا،1945بمنتصف غرب نيويورك، مستخلصاً الوحى لتصميم خيالي بيدفورد فالز. وههاهو في عام 2012 تم افتتاح متحف مخصص للفيلم: انها متحف الحياة الرائعة، الذي حضر افتتاحة كارولي جرايمز المترجمة لسوسزى بايلي. أستضافت أيضا نفس المدينة احتفال سنوي علي شرف الفيلم والفندق الذي يأخد اسم الملاك الذي ينُقذ البطل: فندق كلارنس.
في الرابع من مارس 1953، كتب البكباشي جمال عبد الناصر، أحد الضباط الأحرار، حينها، مقالًا حمل عنوان «قصة أثرت على حياتي»، نُشر في مجلة «آخر ساعة»، يحكي فيه عن تأثره بفيلم يحمل اسم «Its wonderful life - إنها حياة رائعة»، من إنتاج وإخراج فرانك كابرا، الذي شاهده عام 1949، أي بعد عام واحد من عودته من حرب فلسطين.
كتب «ناصر» خلال مقالته: «لقد كان من أقوى المؤثرات المعنوية في حياتي فيلم سينمائي أخرجه فرانك كابرا، واسماه (يالها من حياة رائعة)، ولقد دخلت هذا الفيلم ذات مرة من سنوات عندما عُرض في القاهرة، في حفلة الثالثة بعد الظهر، وخرجت بعد انتهاء الفيلم لأشتري تذكرة جديدة وأدخل لأراه مرة ثانية على الفور».
يُكمل «ناصر»: «وفي اليوم التالي عُدت ومعي عبد الحكيم عامر لأراه للمرة الثالثة، ولو استطعت أن أخذ معي كل مواطن إلى دار السينما التي كانت تعرض هذا الفيلم لما ترددت، ولقد كنت أكثر الناس شقاءً لما علمتُ أن عرض الفيلم قد انتهى قبل أن يمضي عليه أسبوع لأن الجماهير أعرضت عنه».
وفي المقال، كشف «ناصر» عن سر تعلقه بهذا الفيلم لهذه الدرجة، فقال: «الفيلم تصوير صادق لإحساسي بقيمة الفرد، وبإيماني أن فردًا واحدًا يستطيع أن يغير تاريخ أمة، وربما وجه تاريخ العالم»، وذلك بعد أن اشتكى من قلة حماس المواطنين، قائلًا: «كان أكثر ما يمزق أعصابي في الأيام الأولى للحركة، هو أني أحسست أن كثيرين من أبناء الوطن وقفوا موقف المتفرج، ينظر إلينا، ولا يزيد جهده معنا عن الحماسة والتصفيق».
ويذكر أنه بعد قيام ثورة يوليو، من أول الأشياء التي فعلها «ناصر»، أنه اتصل بالشركة التي أنتجت الفيلم، وطلب نسخة منه وعرضها في معسكرات الجيش.

## شكر وتقدير
تلقت انها حياة رائعه خمسة ترشيحات لجائزة الاوسكر: أفضل فيلم من الأفلام الحرة؛ أفضل مخرج لفرانك كابرا؛ أفضل ممثل لدور البطل جيمس ستيوارت؛ أفضل مونتاج لويليم هورنبيك؛ وأفضل صوت لجون ألبرج.مع ذلك لم تنجح في أن تنتشر في أي فئة، كما حازت هذه الطبعة بأكبر الجوائز من فيلم أفضل السنوات في حياتنا وكذلك أُنتج أكبر إيرادات لهذا العقد.
علي العكس سلم غولدن غلوب 1947 جائزة أفضل مخرج لفرانك كابرا.في نفس العام، تم تصنيف الفيلم من بين أفضل عشرة أفلام من قبل منظمة العفو الدولية المجلس الوطني للاستعراض جوائز، بينما فازالفيلم في عام 1949بجائزة أسبانيه بسينما الكتاب للجوائز الدائرة من ضمن أفضل فيلم بلغه أجنبية.في عام 1990 تم اخيار الفيلم ليحفظ في السجل الوطنى للإخراج بمكتبة الكونغرس في الولايات المتحدة.علي العكس بعام 1994منحت هيئة جوائز للفنان الشاب جائزة خاصه لجيمى هاوكنز، ابن جورج، مترجم تومي بيلي.

### جوائز معهد الفن الامريكى
معهد الفن الامريكى، بالإضافة لأدخال انها حياة رائعه من ضمن قائمة AFI's 100 Years... 100 Movieكعضو من أفضل فيلم للأمريكان للابد، حيث احتل المركز الحادي عشر بعام 1998, ثم خرج للقرن العشرين بالطبعة الثانية لعام 2007، جاءت مناسبة لتكريم الفيلم عن طريق إدراج مرة أخرى في القوائم التالية:
- AFI's-100سنة...100عاطفه: من ضمن قائمة أفضل مئه فيلم لإثارة المشاعر والالهامات، حيث احتل المركز الأول.
AFI's-100 سنة.. .100هتاف: الأفلام الأكثر الهاما بأمريكا، قائمة أفضل مئة فيلم حساسيه بالسينما الأمريكية، حيث أحتل المركز الثامن.
- AFI's-10 علي 10: كعضومن ضمن أفضل عشرة أفلام أمريكي من عشرة أنواع، احتلت المركز الثالث في الخيال.
- AFI's-100 سنة.. .100من الأبطال والاوغاد: قائمة من أفضل خمسون بطلاً ومن أفضل خمسون شريراً بالسينما الأمريكية، حيث أحتل مستر بوتر المركز السادس من بين الأشرار والمركز التاسع من بين الأبطال.
مع ذلك تم ترشيح بوفالو جيل (لن يمكنك الخروج الليلة)للدخول في قائمة أفضل مئه أغنية،AFI's100 سنة.. .100أغنيه، بينما رُشحت الاقتباسات التالية لتدرج من ضمن قائمة - AFI's-100سنة....100 اقتباس للأفلام يحتوى علي أفضل مئة اقتباسات سينمائية.
-‘‘ماذا تريد ياماري؟يمكننك القول لى!أتريد القمر؟لو اردتة ؟سأحضره لك بالوهق.‘‘(ماذا تريد ياماري؟ماذا تريد؟أتريد القمر؟فقط قولها، ولسوف القي بالوهق حوله واحضرة .)
-‘‘لاخى الأكبر جورج، الشخص الأكثر غناءً بالمدينة.‘‘(لاخى الأكبر جورج، الشخص الاغنى بالمدينة)
-‘‘أنظر يأبي، أنظر.يقول المعلم عندما يُقرع الجرس يفرد الملاك أجنحته.‘‘(انظر يابى، يقول المعلم،‘‘عندما يقرع الجرس يبسط الملاك اجنحته‘‘).

## الاقتباسات والمراجع

### اقتباسات من أعمال اخري
مغامرات لتوم ساويرانها روايه التي يحمل فيها الملاك كلارينس معه وسيتبرع في النهاية لجورج بتفانى.
-أجراس سانتا ماريا، يري بالساحة وجود هنري ترافرز، وهذا الفيلم تم توقعة بسينما البلدة.
-في مشهد يُري الشرطى بيرت يقرأ جريدة تحمل عنوان‘‘بيطار يفوز بالترشيح‘‘وهذا يتعلق بالإشارة لفيلم السيد سيمز يذهب لواشنطن وأيضا لفرانك كابرا مع جيمز ستيوارت المرشح لجوائ الاوسكربعام 1940.

### الاقتباسات والتقليد الساخر

#### السينما
-أُخذ برنامج انها حياة رائعه كنموذج لافلام اخري مختلفه؛ من بين الافلام الرئيسه السيد .دستينى ورجل العائلة التي فيها تعكس اشكال عديدة روائيه.
-العودة إلى المستقبل- الجزء الثانى (العودة إلى المستقبل – الجزء الثانى)المشاهد التي يروها يجد البطل نفسه نسخة بديله في تل هيل ليحلوا محل الإشارة المباشرة لتمثيل بوترسفيل.
-في بعض مشاهد فيلم سبلندور لايتوري سكولا تم تقديم ملحق للفيلم.
-طارد الارواح الشريرة الثالث (طارد الارواح الشريرة الثالث), في الجزء الأول من الفيلم، حمل الملازم كيندرمان والد دير الي السينما لرؤيه أنها حياة رائعه؛ بعد ذلك سيتم العثور عليه ميتا بعنوان الفيلم الذي تشاهده السينما المكتوب بدمه علي جدار.
-ذُكر الفيلم في النهاية متضمن النهاية 2 -يوم القيامة (النهاية 2 : يوم القيامة) سنحت الفرصة لكاتب السيناريو ويليم ويشر جى ار.
ليؤكد بانه عند لحظه معينه من الإنتاج كان يبدو له بانه يحقق نوع من ‘‘انها حياة رائعه مع الاسلحة‘‘.
-في بالب فيكشن ان مشهد الرقص والطريقة التي تعود بها البطله ميا بعد ذلك للمنزل حققوا تكريما مباشرا للفيلم.
-في بعض المشاهد لسباون يقول المهرج لسباون بانة من المحتمل ان يكون الملاك كلارنس وجيمى ستيوارت.بعدئذ سيكررالاقتباس الشهير حيث انه وفقا لكل مرة يقرع فيها الجرس تضع الملائكة اجنحتها.
-في فيلم مايتطلبه الامر (مايتطلبه الامر), كتلك التي في فيلم انها حياة رائعة، لتوظيف الفكاهة، افتحت قاعه الرقص بالمدرسة فجاءة ووقع أشخاص مختلفين بحمام السباحة.
-في أسبوع إلى الله، فسر البطل لجيمى كارى، بان لديه الفرصة ليقرب القمر إلى الأرض محاكاة للحركة التي اخذها من الكمين .
- في ال ف اس وجد البطل نفسه حزين علي جسر ليله عيد الميلاد.
- في فيلم القديسة سالي راي فتاة تطلب من الاب بان لو ان الملاك نفسه يضع الاجنحة بعدما يقرع الجرس رجل متنكر بزى بابا نويل.
-في الملاك أ تكاد البطله اندريا ان تنتحر ملقاة بنفسها من على جسر بسينا.عندها يأتى الملاك أولا له ليحفزة ليذهب لانقاذها.
- في الجزء الثالث المسمى انها ليست دائما حياة رائعه، للوثائقي فريك اونوميكس، الملائم مع السينما التي تحمل نفس الاسم، التي تتضمن مشاهد الفيلم.-ذُكر الفيلم في النهاية متضمن النهاية 2 -يوم القيامة (النهاية 2 : يوم القيامة) سنحت الفرصة لكاتب السيناريو ويليم ويشر جى ار. ليؤكد بانه عند لحظه معينه من الإنتاج كان يبدو له بانه يحقق نوع من ‘‘انها حياة رائعه مع الاسلحة‘‘. -في بالب فيكشن أن مشهد الرقص والطريقة التي تعود بها البطلة ميا بعد ذلك للمنزل حققوا تكريما مباشرا للفيلم. -في بعض المشاهد لسباون يقول المهرج لسباون بانة من المحتمل أن يكون الملاك كلارنس وجيمى ستيوارت.
بعدئذ سيكررالاقتباس الشهير حيث أنه وفقا لكل مرة يقرع فيها الجرس تضع الملائكة اجنحتها.
-في فيلم مايتطلبه الأمر (مايتطلبه الأمر), كتلك التي في فيلم انها حياة رائعة، لتوظيف الفكاهة، افتحت قاعه الرقص بالمدرسة فجاءة ووقع أشخاص مختلفين بحمام السباحة. -في أسبوع إلى الله، فسر البطل لجيمى كارى، بأن لديه الفرصة ليقرب القمر إلى الأرض محاكاة للحركة التي اخذها من الكمين. - في ال ف اس وجد البطل نفسه حزين علي جسر ليله عيد الميلاد.
- في فيلم القديسة سالي راي فتاة تطلب من الأب بأن لو أن الملاك نفسه يضع الاجنحة بعدما يقرع الجرس رجل متنكر بزى بابا نويل. -في الملاك أ تكاد البطلة اندريا أن تنتحر ملقاة بنفسها من على جسر بسينا.عندها يأتى الملاك أولا له ليحفزة ليذهب لإنقاذها. - في الجزء الثالث المسمى انها ليست دائما حياة رائعه، للوثائقي فريك اونوميكس، الملائم مع السينما التي تحمل نفس الاسم، التي تتضمن مشاهد الفيلم.
-يمكن ملاحظة بأن مراجع الفيلم كذلك في الجرائم العالية_جرائم الدولة، الرئيس_قصة حب، المفوض هولا هوب، شكسبير في حاله حب، التردد _المستقبل هو الاستماع، دونى داركو_قتلت بالجنون في نيويورك بعد 15 دقيقة، المهيبة، يكفي الوظائف والاعمال الأخرى. التلفاز (عدل) -الإشارة لحوادث عديدة للاسمبسون بالفيلم.
-في الفصل الثالث فشل فلاندرزباخر متابعه للفيلم، مع مودا الذي يرتدى ملابس مماثله لتلك التي ترتديها دونا ريد وهومر والتي كانت لديه الفرصة لتمييزنيد فلاندرز أغنى أشول في المدينة.
- في حالة حب محفوفة بالمخاطر، الرثاء النارى، من الموسم التاسع، بارت وليزا يضعوا أيديهم على نسخة بديلة من إنهاء الفيلم. -في أيام الإجازة للمستقبل الماضي والموسم الثالث والعشرين، هوميروس لديه الفرصة للتساؤل عما ما كانت ستكون حياته إذا لم يلتقي بفيلم انها حياة رائعة. -واشار أيضا إلى الفيلم في حلقة سيمبسون ودليلة، سيلرتين في كل جراج، ثلاثة عيون بالاسماك، آخر محاولة لهومر، معجزة على الشرفة الخضرة، عيد ميلاد لكل سباسولو. - في الحلقة يتم سرد تقارير المجد (المجد) كما الفيلم المفضل لدوريس.
- الحلقة المفضلة من بافي قاتلة مصاصي الدماء (بافي قاتلة مصاصي الدماء) يتبع نمطا مماثل لتلك التي بالفيلم.

- في الحلقة الكل يكره عيد الميلاد من المسرحية الهزلية المنصوص عليها في الثمانينات الكل يكره كريس (الكل يكره كريس) اخوة بطل الرواية يشاهدون الفيلم على شاشة التلفزيون.
- حلقة إيجابية كاذبة عن كيف قابلت والدتك- في نهاية الأمر تصل ام الأبطال ليذهبا لمشاهدة الفيلم في السينما، في الحلقة السابقة من نفس السلسلة اتفاق الافراد وأيضا فرصة لإثارة بارنيا مارشال، الذي يرتدي ثوب النوم اليوم، المشيرا إليه باسم «ملاك كلارنس». - في عدة حلقات خارقه للطبيعة نجد الشيطان ميج يتحول الملاك كاستيل المدعو كلارنس

## روابط خارجية
- إنها حياة رائعة على موقع IMDb (الإنجليزية)
- إنها حياة رائعة على موقع ميتاكريتيك (الإنجليزية)
- إنها حياة رائعة على موقع الموسوعة البريطانية (الإنجليزية)
- إنها حياة رائعة على موقع روتن توميتوز (الإنجليزية)
- إنها حياة رائعة على موقع نتفليكس (الإنجليزية)
- إنها حياة رائعة على موقع قاعدة بيانات الأفلام العربية
- إنها حياة رائعة على موقع ألو سيني (الفرنسية)
- إنها حياة رائعة على موقع Turner Classic Movies (الإنجليزية)
- إنها حياة رائعة على موقع أول موفي (الإنجليزية)
- إنها حياة رائعة على موقع بوكس أوفيس موجو (الإنجليزية)